# Henrik Sørensen (Leichtathlet)
Henrik Sørensen (Henrik Oluf Anders Sørensen; * 27. Mai 1897 in Ringsted; † 19. Februar 1976 in Hvidovre) war ein dänischer Langstreckenläufer.
Bei den Olympischen Spielen 1920 in Antwerpen kam er im Crosslauf auf den 27. Platz.
1921 wurde er Dänischer Meister über 5000 m.